# Georgs Pelēcis
Georgs Pelēcis (auch Georges Pélétsis; * 18. Juni 1947 in Riga) ist ein lettischer Komponist und Musikwissenschafter. Er ist zurzeit Professor an der Lettischen Musikakademie.

## Laufbahn als Komponist
Pelēcis wurde in Riga geboren und studierte unter Aram Chatschaturjan am Moskauer Konservatorium. Er war Mitarbeiter an der Oxford University und Cambridge University. Sein Stil wurde beschrieben als „neue konsonantische Musik“, mit einem „unglaublich klarem, positiven Geist“. Seine Werke wurden aufgeführt beim Moskauer Al'ternativa Festival und beim österreichischen Lockenhaus Festival.
Einige Werke beinhalten:
- Revelation, Concerto für Countertenor, Klavier, und Trompete
- Nevertheless, Concerto für Violine, Klavier, und Streicher
- Buena-Riga
- The Last Song
- Flowering Jasmine, Concerto für Violine, Vibraphon, und Streicher
- Jack and the Beanstalk, Musik für die gleichnamige Roald Dahl Fabel Hans und die Bohnenranke für Symphonie Orchester und Erzähler
- Concertino bianco für Klavier und Kammerorchester
- All in the Past (Remembering Oskar Strock) für Violine und Kammerorchester

## Karriere als Musikwissenschafter
Pelēcis’ musikwissenschaftliches Werk konzentriert sich auf die musikalische Form in Werken des Mittelalters, der Renaissance und des Barock. Seine Überlegungen konzentrierten sich insbesondere auf Giovanni Pierluigi da Palestrina und Johannes Ockeghem.
Pelēcis lehrt Theorie und Geschichte des Kontrapunkts und der Fuge, sowie Polyphonie an der lettischen Musikakademie Jāzeps Vītols und war der erste Präsident des Rigaer Zentrums für Alte Musik. Er ist Autor oder Mitautor von mindestens 30 wissenschaftlichen Arbeiten über die Musik seines Fachgebiets und einer der renommiertesten Musikwissenschafter Lettlands.